# ラックーイア
ラックーイア（イタリア語: Raccuja）は、イタリア共和国シチリア州メッシーナ県にある、人口約1,000人の基礎自治体（コムーネ）。

## 地理

### 位置・広がり

#### 隣接コムーネ
隣接するコムーネは以下の通り。
- フロレスタ
- モンタルバーノ・エリコーナ
- サン・ピエーロ・パッティ
- サンタンジェロ・ディ・ブローロ
- シナグラ
- ウクリーア

## 行政

### 分離集落
ラックーイアには、以下の分離集落（フラツィオーネ）がある。
- Fossochiodo, San Nicolò, Zappa, Fondachello, Batiola, Campo Melia